# Pashmina

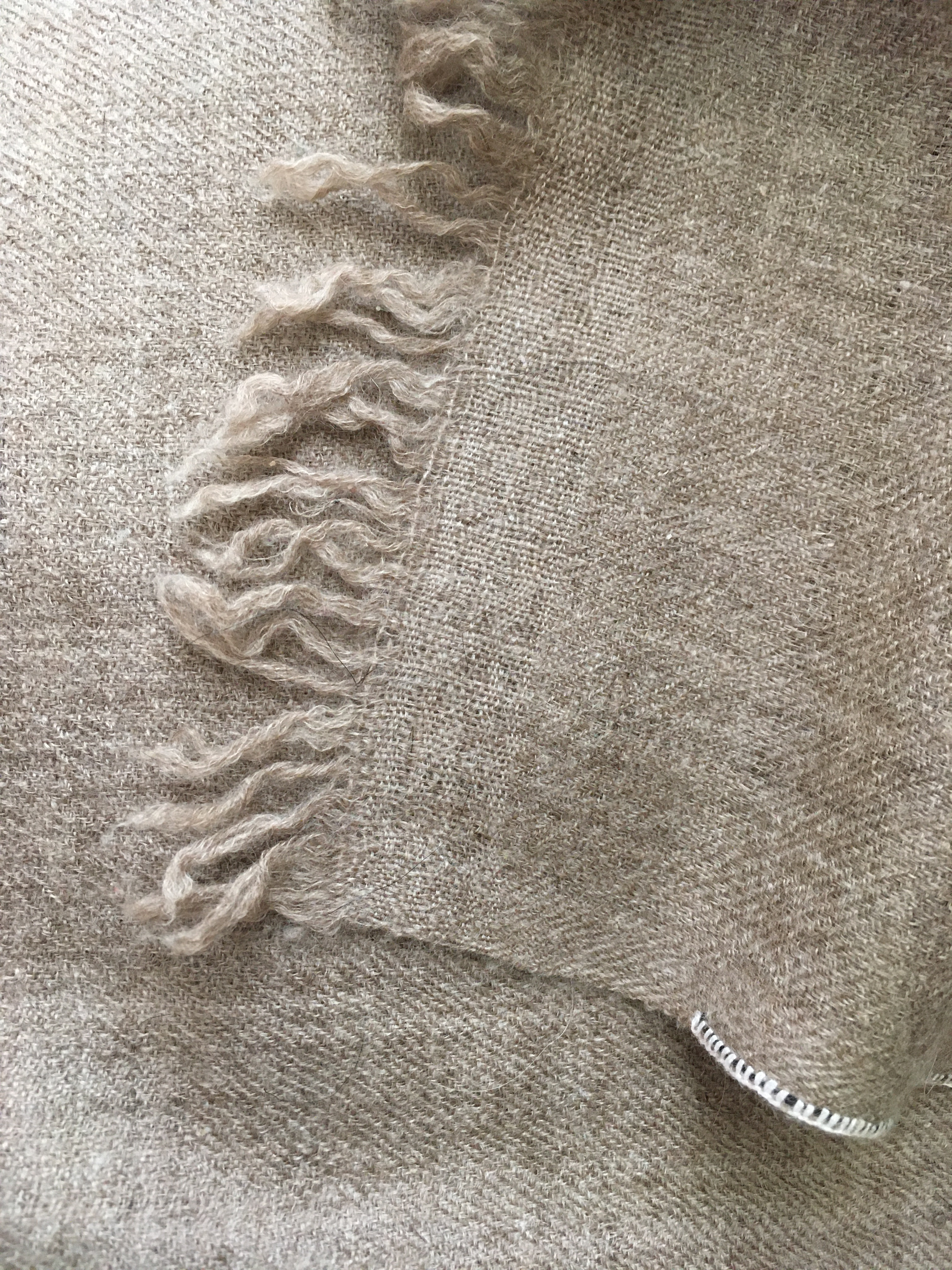
Chal de pashmina tejido a mano en Cachemira

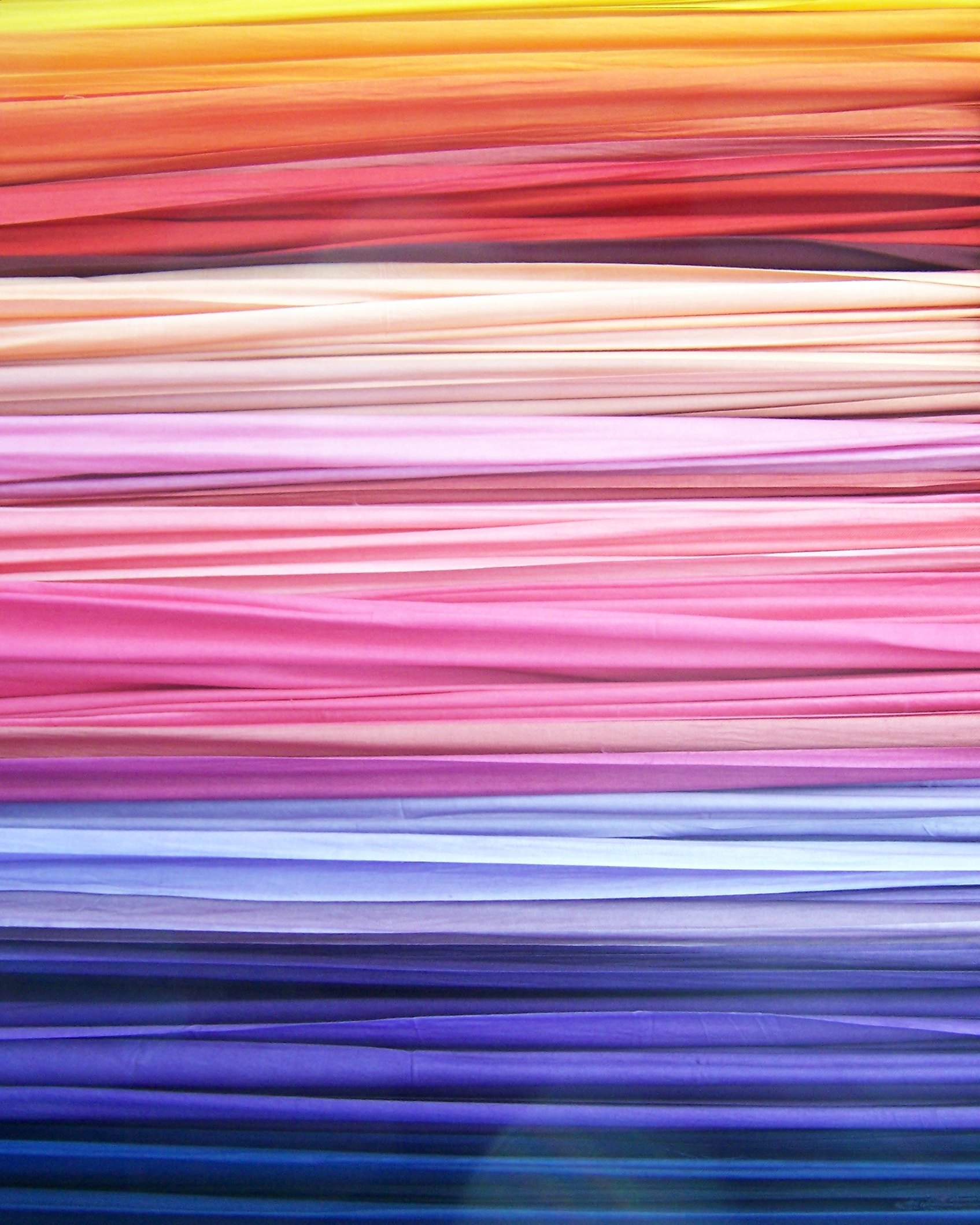
Una pila de tejidos pashmina.

La pashmina es un tipo de tejido de lana de cachemira. Este término se utiliza para referirse a los tejidos fabricados con ella. Se suelen hacer con mezclas de cachemira con otras fibras (como seda). Incluso se ha hecho la mezcla con fibras artificiales, tipo viscosa. 
El nombre proviene de Pashmineh, formado por la palabra persa pashm (= "lana"). Esta lana proviene de la raza de cabra Changthangi o «cabra de Cachemira» (en inglés, Pashmina goat) una raza de cabra propia de las altas regiones de los himalayas.
La lana cachemira o casimir  se ha utilizado durante miles de años para fabricar chales de alta calidad, que se denominan pashminas. La cabra muda su pelaje invernal cada primavera y el vellón queda atrapado en los arbustos. Un animal produce solamente unos 100 a 250 g de fibra.
Se ha fabricado  chales de «cachemir»  en Cachemira y Nepal desde hace miles de años. Las pruebas de calidad para un pashmina son su calidez, suavidad y que el chal debe poder atravesar un anillo de compromiso.

Algunas empresas poco escrupulosas venden tejidos de viscosa como "pashmina" con la engañosa marca "auténtica viscosa pashmina". Se ofrece a muy bajo precio, pero es de menor calidad.